# Droga wojewódzka 360
Die Droga wojewódzka 360 (DW 360) ist eine 13 Kilometer lange Droga wojewódzka (Woiwodschaftsstraße) in der polnischen Woiwodschaft Niederschlesien, die die Droga krajowa 30 in Gryfów Śląski mit Giebułtów und Tschechien verbindet. Die Strecke liegt im Powiat Lwówecki und im Powiat Lubański.

## Streckenverlauf
Woiwodschaft Niederschlesien, Powiat Lwówecki
-  Gryfów Śląski (Greiffenberg) (DK 30, DW 364)

Woiwodschaft Niederschlesien, Powiat Lubański
- Złoty Potok (Goldbach)

Woiwodschaft Niederschlesien, Powiat Lwówecki
- Augustów (Augusta)
- Giebułtów (Gebhardsdorf)
- Chałupska

Woiwodschaft Niederschlesien, Powiat Lubański
-  Świecie (Schwerta) (DW 358)